# Richard Horowitz
Pour les articles homonymes, voir Horowitz.
Richard Horowitz, né le 6 janvier 1949 à Buffalo (État de New York) et mort le 13 avril 2024 à Marrakech, est un compositeur américain de musiques de film.

## Biographie
Richard Horowitz a reçu un Golden Globe en 1990 pour le film Un thé au Sahara et un BMI Film & TV Awards en 2000 pour L'Enfer du dimanche.

## Distinctions

### Récompenses
- Golden Globe Award pour la Meilleure musique de film (Best Original Score)
  - Un thé au Sahara : Richard Horowitz & Ryuichi Sakamoto

- BMI Film & TV Awards
  - 2000 : Any Given Sunday (2000)

## Filmographie
- 2011 : Les Ailes de l'amour  d'Abdelhai Larakil
- 2008 : Tobruk de Václav Marhoul
- 2008 : Casa Negra de Nour Eddine Lakhmari
- 2007 : A Jihad for Love  (documentaire) de Parvez Sharma
- 2007 : Meeting Resistance (documentaire) de Molly Bingham & Steve Connors
- 2006 : Beautiful Child (court métrage) de Fabrizio Chiesa
- 2006 : Return to Rajapur de Nanda Anand
- 2005 : David & Layla de Jay Jonroy
- 2002 : Inshallah: Diary of an Afghan Woman (documentaire) de Randee Scerbo
- 2002 : Les Amants de Mogador de Souheil Ben-Barka
- 2002 : Logic of the Birds (comédie musicale) & Sussan Deyhim, Shoja Azari, Ghasem Ebrahimian & Shirin Neshat
- 2000 : Skeleton Woman de Vivi Letsou
- 2000 : Life Without Death (documentaire) de Frank Cole
- 1999 : L'Enfer du dimanche d'Oliver Stone
- 1999 : Three Seasons de Tony Bui
- 1999 : Drowning on Dry Land de Carl Colpaert
- 1996 : L'Ombre du pharaon de Souheil Ben-Barka
- 1999 : Choke (documentaire sur Rickson Gracie) de Robert Raphael Goodman
- 1995 : Broken Trust de Geoffrey Sax
- 1994 : Lakota Woman: Siege at Wounded Knee (TV) de Frank Pierson
- 1993 : Quattro bravi ragazzi de Claudio Camarca
- 1993 : The Tower (TV) de Richard Kletter
- 1992 : L'Atlantide de Bob Swaim
- 1991 : La Thune  de Philippe Galland
- 1990 : The Sheltering Sky (Un thé au Sahara) de Bernardo Bertolucci d'après Paul Bowles

## Autres compositions
- 1997 : Hassan Hakmoun, Richard Horowitz, Deyhim : Majoun, (Sony) album
- 1997 : Winterschläfer (Les Rêveurs) (écrit et joue : « Desert Equations »)
- 1992 : 1492 : Christophe Colomb (1492: Conquest of Paradise) (écrit et joue : « Fever Ride »)